# Obléhání Bonnu (1673)
Obléhání Bonnu bylo součástí francouzsko-nizozemské války a trvalo od 3. do 12. listopadu 1673. Nizozemci, kteří předtím donutili vojska Ludvíka XIV. k ústupu, přešli v roce 1673 do ofenzívy. V Bonnu byla posádka, skládající se z jednotek kolínského kurfiřta-arcibiskupa a francouzského krále, obležena vojáky Nizozemské republiky (vedené Stadtholdrem Vilémem III. Oranžským), Španělska a Svaté říše římské (vedené Raimondem Montecuccolim). Spojenecké síly po devítidenním obléhaní zajaly celou posádku.